# 风云三号E星
风云三号E气象卫星，又名风云三号E星或风云三号05星，是一颗中国的气象卫星。2021年7月5日7时28分由长征四号丙运载火箭在酒泉卫星发射中心发射并进入预定轨道。风云三号E星是全球首颗民用晨昏轨道气象卫星。

## 仪器设备
风云三号E星共搭载11台仪器设备，其中新增双频风场雷达（Dual Frequency Wind Radar, WindRAD）、太阳辐照度光谱仪（Solar Spectral Irradiance Monitor, SSIM）和太阳X-EUV成像仪（Solar X-EUV Imagers, XEUVI）共3台新研制仪器。

## 性能
通过风场雷达，风云三号E星在国内首次实现双频双极化海面风场精确探测，精度达到2米/秒。在轨可获取空间水平分辨率250米、垂直分辨率2公里、图像定位精度优于250米、幅宽优于2600公里的对地定量遥感信息，实现可见光通道优于5%、红外通道优于0.4K、微波通道优于0.8K的定标精度。
风云三号E星具有高精度光学/微波结合探测能力，可以探测大气温度和垂直湿度分布。同时，充分利用晨昏轨道优势，具有全面探测太阳和空间环境的能力。

## 图集

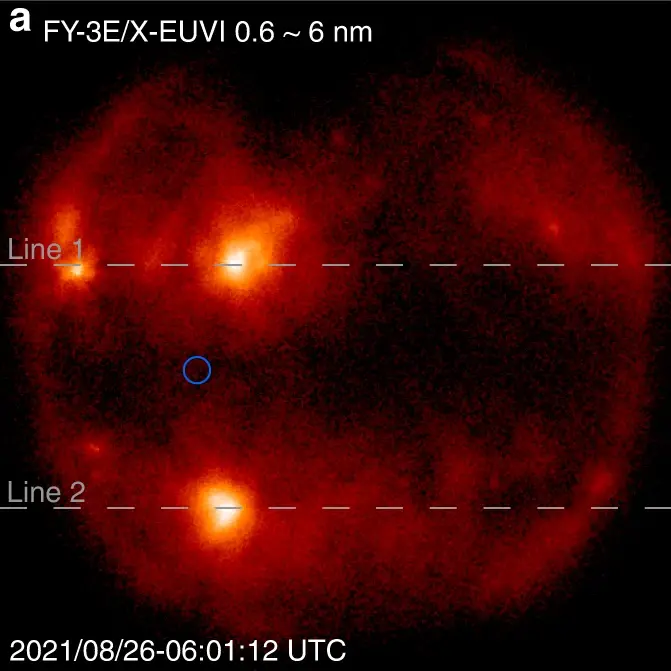
来自风云三号E星X-EUVI仪器的太阳图像EUV 0.6-6 nm
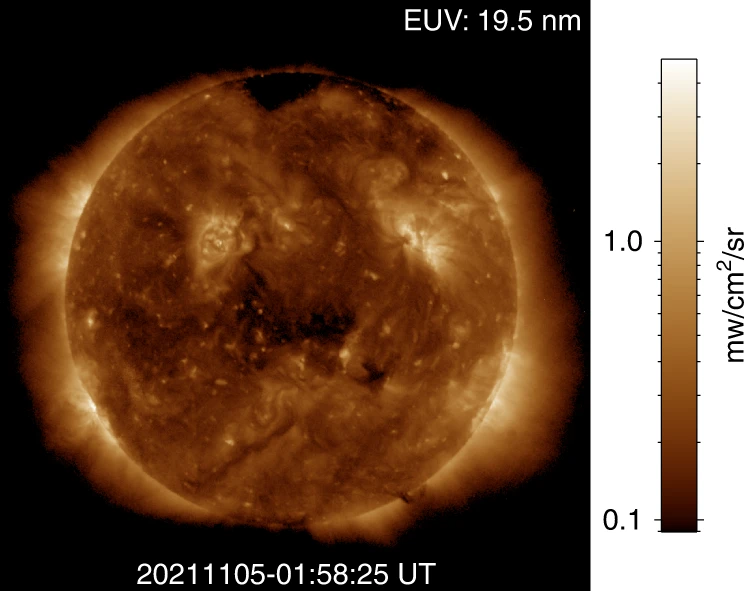
来自风云三号E星X-EUVI仪器的太阳图像EUV 19.5 nm